# 野口京子 (心理学者)
野口 京子（のぐち きょうこ、1943年 - ）は、日本の臨床心理学者、文化学園大学教授。

## 略歴
東京生まれ。1966年早稲田大学商学部卒業。77年渡米し臨床心理学を学ぶ。帰国後、早稲田大学大学院文学研究科心理学専攻修士課程修了。91年コロンビア大学大学院社会福祉学研究科修了、Ｍ・Ｓ・Ｗ取得、同大学健康教育学部博士課程を経て日米で心理士、ソーシャルワーカー。94年北里大学保健学博士。文化女子大学教授、校名変更で文化学園大学教授、同国際文化研究科長。日本健康心理学研究所所長。

## 著書
- 『コンプレックスがあなたを強くする 弱い自分、と落ち込んでいませんか』雄鶏社　1995
- 『性格心理学 自己理解のために』明星大学出版部　1996
- 『ストレスによく効く癒しの処方箋 あなたの疲れた心を軽くする方法』河出書房新社　Kawade夢新書　1997
- 『健康心理学』金子書房　1998
- 『楽しそうに生きてる人の習慣術 "心がいつも疲れている自分"とサヨナラする方法』河出書房新社Kawade夢新書　2005
- 『楽しそうに生きてる人の習慣術 "疲れた心"がスッと楽になる イラスト図解版』河出書房新社　2007
- 『健康心理学がとってもよくわかる本』東京書店　2008　イラストで見る!やさしい心理学入門
- 『楽しそうに仕事をしてる人の習慣術 この「健康心理学」でいきいきと、ポジティブに働く方法』河出書房新社　Kawade夢新書　2010

## 共編著
- 『ストレスを味方にする方法 心理専門カウンセラーが教える』編著　雄鶏社　1994
- 『今日から生まれ変われる心理学 性格改善の方法教えます』本明寛共著　ダイヤモンド社　1996　達人ブックス
- 『「変化対応力」入門 成果主義時代の必須能力』本明寛共著　ダイヤモンド社　2000
- 『最新・心理学序説』本明寛監修 久保田圭伍共編　金子書房　2002

## 翻訳
- リチャード・P.スローンほか『企業内健康増進マニュアル ウエルネス・マネジメントの投資と効果』本明寛共訳　ダイヤモンド社 1992
- ガストン・ブロムほか『児童期のストレス その理解と介入モデル』金子書房　1994
- アルバート・バンデューラ編『激動社会の中の自己効力』本明寛共監訳　金子書房　1997
- アルバート・エリス『理性感情行動療法』金子書房　1999
- アルバート・エリス『ブリーフ・セラピー 理性感情行動療法のアプローチ』本明寛共監訳　金子書房　2000
- メイヤー・フリードマン『タイプA行動の診断と治療』本明寛,佐々木雄二共訳　金子書房　2001
- M.ニューマン,B.ベルコビッツ,J.オーエン『ベスト・フレンド 新しい自分との出会い』本明寛,織田正美共訳　実業之日本社　2001
- アルバート・エリス,レイモンド・C.タフレイト『怒りをコントロールできる人、できない人 理性感情行動療法(REBT)による怒りの解決法』金子書房　2004
- リチャード・S.ラザルス『ストレスと情動の心理学 ナラティブ研究の視点から』本明寛監訳 小川浩,八尋華那雄共訳　実務教育出版　2004

## 参考
- J-GLOBAL: